# チェッレート・グイーディ
チェッレート・グイーディ（伊: Cerreto Guidi）は、イタリア共和国トスカーナ州フィレンツェ県にある、人口約11,000人の基礎自治体（コムーネ）。

## 地理

### 位置・広がり
フィレンツェの約30㎞西に位置する。

#### 隣接コムーネ
隣接するコムーネは以下の通り。括弧内のPTはピストイア県、PIはピサ県所属を示す。
- エンポリ
- フチェッキオ
- ランポレッキオ (PT)
- ラルチャーノ (PT)
- サン・ミニアート (PI)
- ヴィンチ

### 気候分類・地震分類
チェッレート・グイーディにおけるイタリアの気候分類 (it) および度日は、zona D, 1698 GGである。
また、イタリアの地震リスク階級 (it) では、zona 3 (sismicità bassa) に分類される。

## 行政

### 分離集落
チェッレート・グイーディには以下の分離集落（フラツィオーネ）がある。
- Bassa, Corliano, Gavena, Lazzeretto, Maccanti-Palagina, Poggio Tempesti, Ponte di Masino, Ripoli, San Zio, Stabbia

Fonte

## 姉妹都市
- Saint-Marcel、フランス